# Harringay (stacja kolejowa)
Harringay (kod stacji: HGY) – stacja kolejowa w Londynie, na terenie London Borough of Haringey, zarządzana i obsługiwana przez First Capital Connect. W roku statystycznym 2008-09 skorzystało z niej ok. 902 tysiące pasażerów.

## Galeria

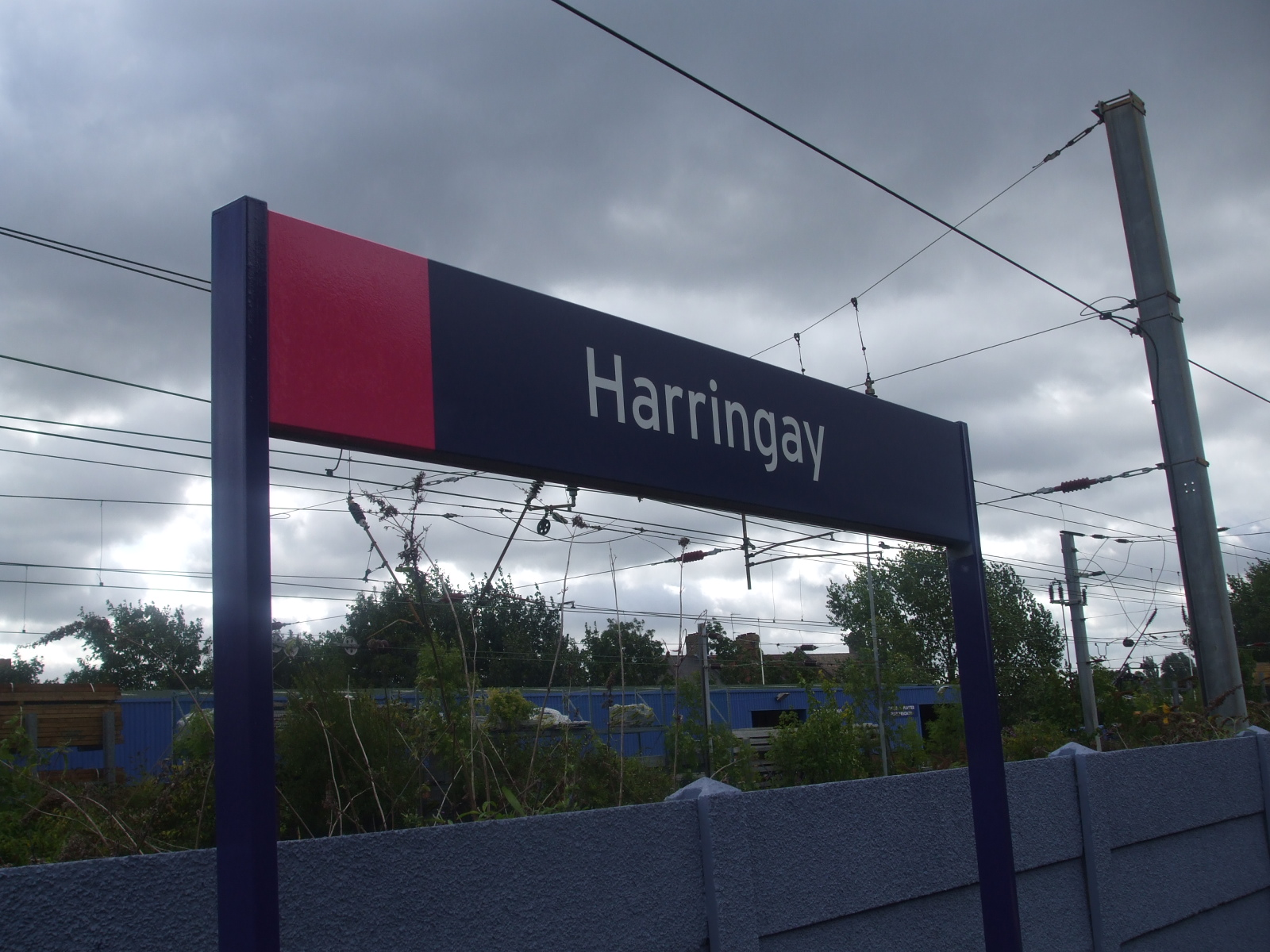
Tablica z nazwą stacji
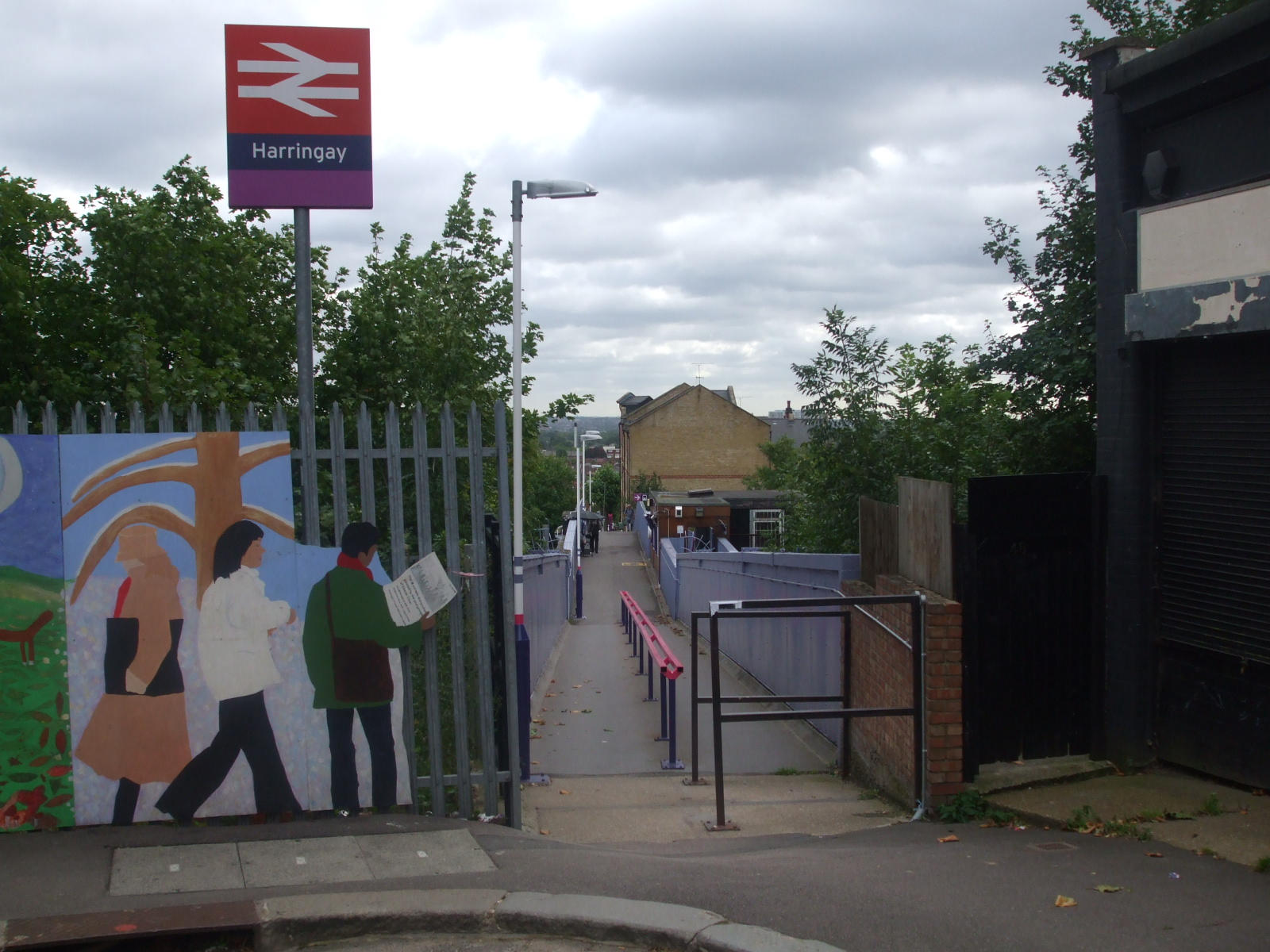
Jedno z wejść na stację
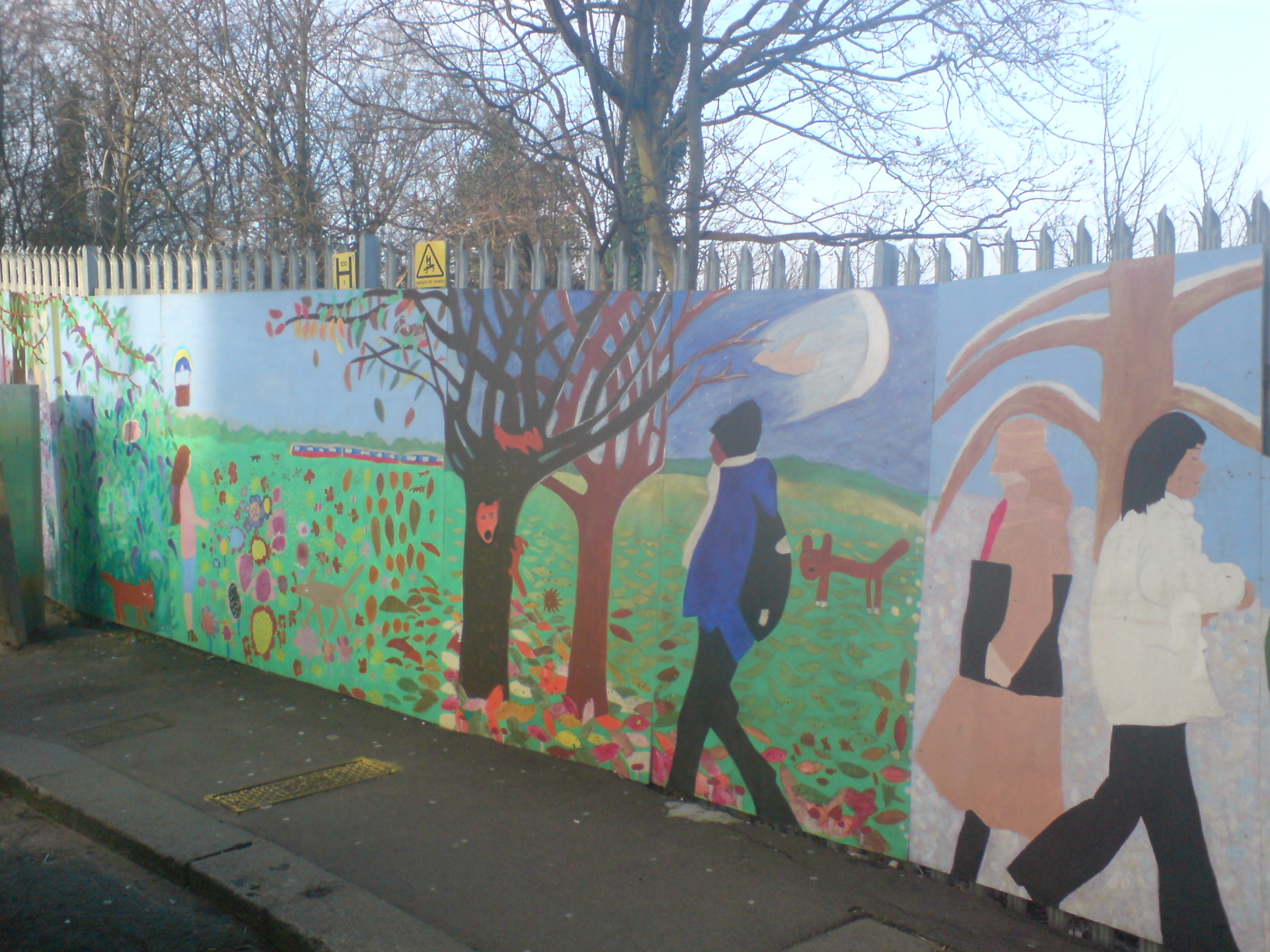
Mural przy jednym z wejść
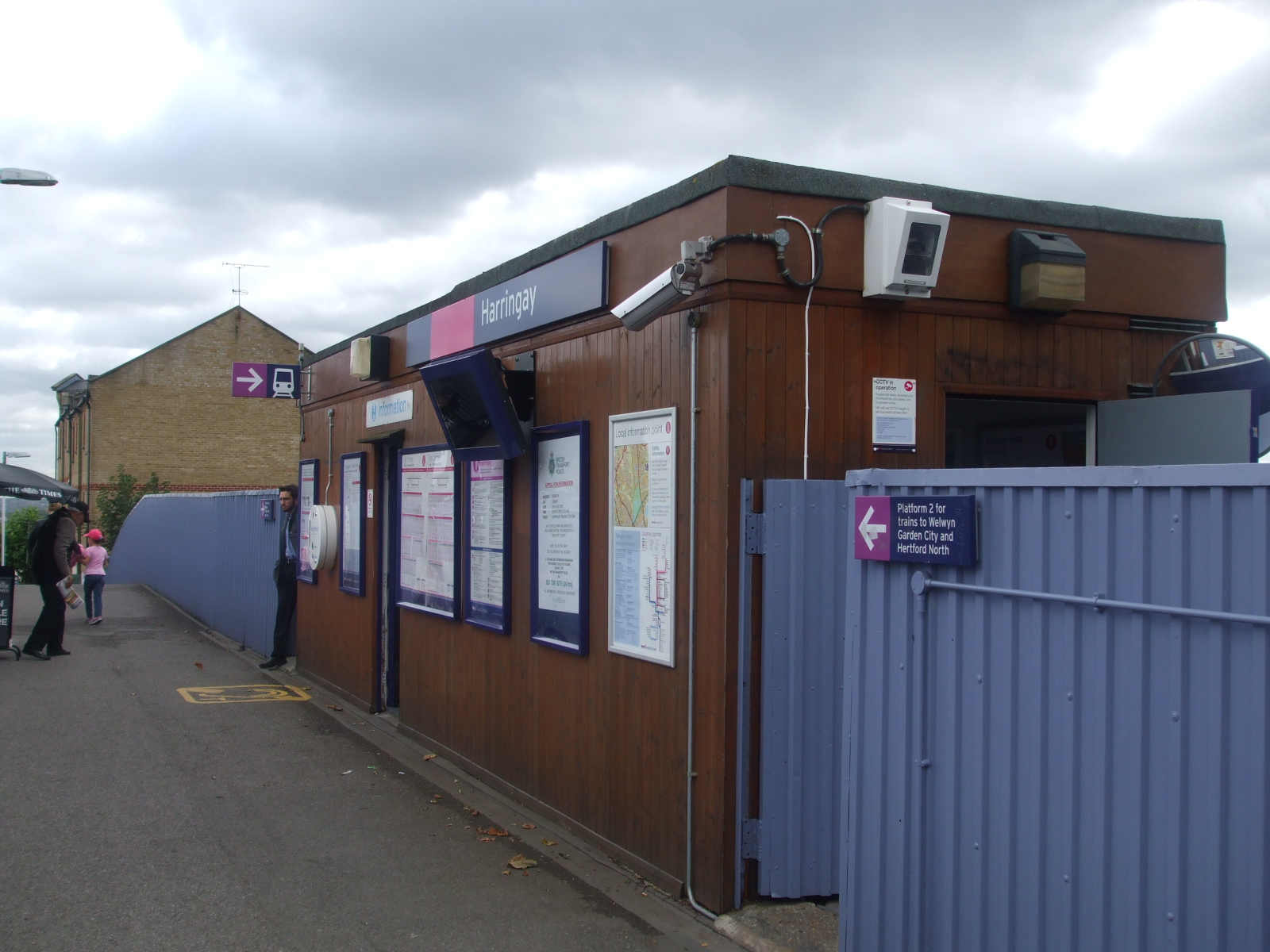
Kasa biletowa